# Datação da Bíblia
A Bíblia é uma compilação de vários textos ou "livros" de diferentes eras, usados nas religiões judaica e cristã. A compilação de vários livros da Bíblia Hebraica em um cânone é o produto dos anos próximos ao cerco Romano de Jerusalém e à subsequente dispersão dos judeus. Um cânone do Novo Testamento começou a aparecer no século II, mas se manteve em fluxo entre as várias denominações cristãs.

## Processo de composição da Bíblia
Os textos bíblicos foram compostos, raras exceções, por escribas ou amanuenses. Nesse processo, boa parte dos textos circulavam (às vezes por gerações) de forma oral até serem fixados em texto escrito pelos escribas. Na composição dos textos bíblicos, era comum incorporarem fontes anteriores  e os escribas tinham a liberdade de editar ou adicionar ao texto.
Os livros individuais do Novo Testamento podem ser datados com certa confiança entre os séculos I e II d.C., mas as datas de muitos dos textos da Bíblia Hebraica são difíceis de estabelecer. Críticas ao texto os coloca, dentro do primeiro milênio a.C., embora haja uma incerteza considerável quanto ao século em alguns casos. A Torá foi redigida na sua forma de cinco livros em torno do ano 450 a.C., usando elementos de até 1000 a.C..  O  Neviim e o Ketuvim foram parcialmente compilados no século VI a.C. de materiais dos séculos VII e  VIII a.C., e então expandidos no período pós-exílio entre os séculos  V e  II a.C.
Com exceção dos extensos manuscritos e fragmentos encontrados entre os pergaminhos do Mar Morto, nenhum manuscrito da Bíblia Hebraica vem de antes do século II a.C. O fragmento mais antigo do Novo Testamento é o Papiro P52 da Biblioteca de Rylands, um pedaço do Evangelho de João datado da primeira metade do século II. Outros importantes manuscritos antigos datam de cerca de 200 d.C., mais de um século depois que a maioria dos livros do Novo Testamento foram escritos. Por essa razão, a datação de textos mais antigos não pode ser feita diretamente por datação de manuscritos, mas depende de críticas textuais, filológicas e evidência lingüística, bem como referências diretas a eventos históricos nos textos.

## A Bíblia Hebraica
A autoria de vários textos no Tanakh (a Bíblia Hebraica) é um tópico aberto de pesquisas. Em regra, os livros levaram séculos para atingir uma forma estável, com várias versões de manuscritos circulando simultaneamente. Além disso, há a questão de datar uma tradição ou fonte que tenha existido de maneira independente e tenha sido incorporada posteriormente ao texto. Portanto, afirmar datas sólidas para muitos dos textos é difícil.
Períodos possíveis para composição textual escrita
O terminus post quem é o período mais cedo possível para alguma parte do texto ter sido fixado em forma escrita.
O terminus ad quem é a data limite para o texto ter alcançado sua forma canônica, independente de qual recensão.
| Livro                | Terminus post quem | Terminus ad quem |
| -------------------- | ------------------ | ---------------- |
| Gênesis              | 960 a.C.           | 300 a.C.         |
| Êxodo                | 1100 a.C.          | 300 a.C.         |
| Levítico             | 900 a.C.           | 300 a.C.         |
| Números              | 900 a.C.           | 300 a.C.         |
| Deuteronômio         | 800 a.C.           | 400 a.C.         |
| Josué                | 750 a.C.           | 300 a.C.         |
| Juízes               | 750 a.C.           | 300 a.C.         |
| Rute                 | 530 a.C.           | 300 a.C.         |
| 1 Samuel             | 750 a.C.           | 300 a.C.         |
| 2 Samuel             | 750 a.C.           | 300 a.C.         |
| 1 Reis               | 750 a.C.           | 300 a.C.         |
| 2 Reis               | 750 a.C.           | 300 a.C.         |
| 1 Crônicas           | 450 a.C.           | 100 a.C.         |
| 2 Crônicas           | 450 a.C.           | 100 a.C.         |
| Esdras               | 450 a.C.           | 330 a.C.         |
| Neemias              | 450 a.C.           | 330 a.C.         |
| Ester                | 450 a.C.           | 200 a.C.         |
| Jó                   | 750 a.C.           | 300 a.C.         |
| Salmos               | 1100 a.C.          | 100 a.C.         |
| Provérbios           | 1100 a.C.          | 100 a.C.         |
| Provérbios           | 530 a.C.           | 300 a.C.         |
| Cântico dos Cânticos | 530 a.C.           | 300 a.C.         |
| Isaías               | 770 a.C.           | 400 a.C.         |
| Jeremias             | 620 a.C.           | 200 a.C.         |
| Lamentações          | 580 a.C.           | 450 a.C.         |
| Ezequiel             | 580 a.C.           | 520 a.C.         |
| Daniel               | 530 a.C.           | 160 a.C.         |
| Oseias               | 770 a.C.           | 400 a.C.         |
| Joel                 | 750 a.C.           | 400 a.C.         |
| Amós                 | 770 a.C.           | 610 a.C.         |
| Obadias              | 750 a.C.           | 580 a.C.         |
| Jonas                | 580 a.C.           | 400 a.C.         |
| Miqueias             | 750 a.C.           | 580 a.C.         |
| Naum                 | 750 a.C.           | 580 a.C.         |
| Habacuque            | 750 a.C.           | 580 a.C.         |
| Sofonias             | 750 a.C.           | 580 a.C.         |
| Ageu                 | 520 a.C.           | 500 a.C.         |
| Zacarias             | 520 a.C.           | 300 a.C.         |
| Malaquias            | 539 a.C.           | 300 a.C.         |

### Torá
A faixa de datas que se considera para a Torá (Pentateuco) é um tanto ampla. É certo que date de antes do século II a.C., mas a tendência atual estima que seus elementos mais antigos estejam na faixa entre os séculos X e o VI a.C. A maior parte da Torá foi completada provavelmente em torno do fim do cativeiro na Babilônia (537 a.C.) e o texto chegou à sua forma fixa Massorética pelos idos do século IV a.C.. O texto certamente se tornou fixo em torno do século I a.C. e a conclusão da Septuaginta.
Alguns críticos acadêmicos (os "Minimalistas Bíblicos") insistem que o Torá por inteiro mostra evidências de sua construção composta após 583 a.C., talvez com material proveniente de uma tradição oral anterior, como se fosse uma "prequela" dos livros proféticos. Esses autores apontam que até mesmo no período de Esdras, Neemias e do Cronista havia divergências quanto às celebrações das festas e o casamento com estrangeiros, o que indica que ainda não havia um texto da Torá consolidado.
Outras pessoas, como o arqueologista Israel Finkelstein, tendem a sugerir que uma porção substancial do Pentateuco seja uma obra do século VII a.C., projetado para promover as ambições dinásticas do Rei Josias de Judá. O Livro dos Reis do século VI a.C. conta a redescoberta de um antigo livro pelo Rei Josias, que seria a parte mais antiga da Torá, em torno do qual os escribas de Josias teriam fabricado o texto restante:
1Então disse o sumo sacerdote Hilquias ao escrivão Safã: Achei o livro da lei na casa do SENHOR. E Hilquias deu o livro a Safã, e ele o leu. (II Reis 22:8 ACF) 
Sob o comando de Josias, haveria então pela primeira vez um estado de Judá unificado, centralizado em torno da adoração de Yahweh com sede no Templo de Jerusalém, com textos retratando o Rei Josias como sucessor legítimo do lendário Rei Davi e então o governante de Judá por direito. De acordo com esta interpretação, países vizinhos que mantinham muitos registros escritos, como o Egito, Pérsia, etc, não têm quaisquer escritos sobre as histórias da Bíblia ou seus personagens principais antes de 650 a.C., e o registro arquelógico de Israel antes de Josias não suporta a existência de um estado unificado no tempo de Davi. Tais afirmações são detalhadas em Who Were the Early Israelites?, de William G. Dever . Outro livro desse tipo é The Bible Unearthed, por Neil A. Silberman e Israel Finkelstein .
Uma corrente tradicional de estudiosos (os "Maximalistas Bíblicos") assumem que várias porções do Pentateuco (geralmente, o autor J) são do período da Monarquia Unificada, no século X a.C., que dataria o Deuteronômio e a história Deuteronômica ao tempo do Rei Josias, e que a forma final da Torá foi devida a um redator em tempos de exílio e pós-exílio (século VI a.C.). Essa visão é baseada no conto do achado do "livro da lei" em II Reis 22:8, que corresponderia ao núcleo do Deuteronômio, e as partes restantes da Torá teriam sido compostas para alimentar um pano de fundo, de contos tradicionais ao texto redescoberto.

### Neviim
O Neviim principal ("Profetas") compõe-se dos profetas anteriores (livros históricos de Josué, Juízes, 1 e 2 Samuel, 1 e 2 Reis) e profetas posteriores (Isaías, Jeremias, Ezequiel e os chamados doze profetas menores).
Os livros dos Reis mencionam as seguintes fontes:
1. O "livro dos atos de Salomão" (I Reis 11:41)
2. O "livro das crônicas dos reis de Judá" (14:29; 15:7, 23, etc.)
3. O "livro das crônicas dos reis de Israel" (14:19; 15:31; 16:14, 20, 27, etc.).

Os mais antigos livros que chegaram a sua forma canônica são os livros dos profetas Oseias, Amós, Miqueias, Naum, Obadias e Habacuque, cujas evidências linguísticas apontam que tenha sido compostos em período anterior ao Exílio da Babilônia.
A data da composição da parte histórica talvez tenha sido em algum momento entre 561 a.C., a data do último capítulo (II Reis 25), quando Jeoaquim foi libertado do cativeiro por Evil-Merodaque, e 538 a.C., a data do decreto de entrega por Ciro, o Grande.
O Livro de Isaías, na sua forma atual, é considerado pela maioria dos estudiosos como o resultado de um processo extensivo de edição, em que as promessas da salvação de Deus são reinterpretadas e afirmadas ao povo Judeu através da história de seu exílio e retorno à terra de Judá. Poucos acadêmicos seguem essas conclusões, e argumentam a favor da unidade da composição do livro. Quando a versão constante da Septuaginta foi feita (cerca de 250 a.C.), o conteúdo inteiro do livro foi atribuído a Isaías, filho de Amós. Na época de Jesus, o livro já existia na sua forma atual, com muitas profecias nas partes em questão citadas no Novo Testamento como palavras de Isaías.

### Ketuvim(Hagiografia)
Tradicionalmente, acreditava-se que o Livro de Daniel fora escrito em seu nome durante e logo após o exílio na Babilônia no século VI a.C.. Contudo, a maioria dos estudiosos acham essa visão insustentável à luz da arqueologia e da ánálise textual. Os estudiosos da datação do Livro de daniel caem grandemente em dois grupos: um deles data o livro inteiro a um mesmo autor, durante a profanação do Tempo de Jerusalém (167–164 a.C.) sob o mandato do grego-sirío Antíoco IV Epifânio (reinou entre 175–164 BC); o outro grupo vê o livro como uma coleção de histórias datando de várias épocas, através do período Helênico (com parte do material possivelmente voltando ao fim do período Persa), com as visões dos capítulos 7 a 12 tendo sido adicionados durante a profanação de Antíoco. Por exemplo, Hartman e Di Lella (1978) sugerem múltiplos autores, com algum material datando do século III a.C., culminando com um editor e redator no século II a.C..
As razões para essas datas incluem o uso de palavras em grego e em persa no meio do texto em hebraico, pouco provável de acontecer no século VI a.C., o estilo de hebraico e aramaico era mais parecido com o usado em datas posteriores, o uso da palavra "caldeu" ocorre de modo desconhecido ao século VI, e gafes históricas repetidas mostram uma ignorância sobre fatos do século VI, que um alto oficial babilônico não teria, enquanto a história do século II parece ser bem mais precisa (veja a análise de Ferrell Till).
John Collins, por outro lado, acha impossível que as partes de Daniel sobre os "contos da corte" tenham sido escritas no século II a.C. por causa da análise textual. No seu Anchor Bible Dictionary (1992), no verbete sobre o Livro de Daniel, ele afirma que "está claro que os contos da corte nos capítulos 1 a 6 não foram escritos nos 'tempos macabeus'. Nem mesmo é possível isolar um único verso que evidencie uma inserção editorial daquele período".

### Os manuscritos mais antigos
O fragmento mais antigo conhecido do texto da Torá é um cântico de boa sorte inscrito com um texto próximo, embora não idêntico, a da Bênção Aarônica encontrada em Num 6:24–27, datado de aproximadamente 600 a.C. . Os textos mais antigos e completos, ou quase completos são os Pergaminhos do Mar Morto de meados do século II a.C. ao século I d.C. Os pergaminhos contêm quase todos os livos do Tanakh, embora nem todos estejam completos.
De acordo com a tradição, a Torá foi traduzida para o grego (a Septuaginta) no século III a.C.. Os manuscritos mais antigos em grego incluem fragmentos do século II a.C. de Levítico e Deuteronômio  e fragmentos do século I a.C. de Gênesis, Êxodo, Levítico, Números, Deuteronômio e os Profetas Menores. Manuscritos relativamente completos da Septuaginta incluem o Codex Vaticanus e o Codex Sinaiticus do século IV e o Codex Alexandrinus do século V —esses são os manucritos mais antigos existentes que são praticamente completos do Antigo Testamento, em qualquer língua.
O texto em Hebraico ou o Texto Massorético da Torá tem-se por tradição que foi fixada no século IV d.C., mas os manuscritos mais antigos existentes que sejam completos ou quase completos são o Codex Aleppo, de cerca do ano 920, e o Códice de Leningrado, datado do ano 1008.
Manuscritos adicionais incluem o Pentateuco samaritano e a Peshitta, essa última uma tradução da Bíblia Cristã em Siríaco, a cópia conhecida mais antiga, datando do século II.
Diferenças entre manuscritos podem prover interpretações significantemente diferentes da Bíblia contemporânea.

## O Novo Testamento
O entendimento histórico mais aceito sobre como os evangelhos sinópticos se desenvolveram é conhecido como a hipótese das duas fontes. Esta teoria se baseia no fato de que Marcos é o Evangelho mais antigo - Acredita-se que Mateus e Lucas foram escritos em um período posterior, baseados na mesma fonte hipotética, atualmente perdida, chamada Fonte Q, ou apenas "Q". Alguns, mas não muitos, acadêmicos conservadores rejeitam a hipótese das duas fontes e dizem que ela tem um número de fraquezas em termos de historiciedade e questões textuais.
As visões atualmente em voga assumem que a parte principal dos textos do Novo Testamento datem do século entre os anos 50 e 110, com as Epístolas paulinas entre os textos mais antigos.
A tabela a seguir demonstra as estimativas mais aceitas atualmente. São poucos os que tendem a atribuir esses livros a datas significante.
| Livro                      | Data Aproximada |
| -------------------------- | --------------- |
| Evangelho de Mateus        | 60-105 AD       |
| Evangelho de Marcos        | 60-105 AD       |
| Evangelho de Lucas         | 60-105 AD       |
| Evangelho de João          | 90-100 AD       |
| Atos                       | 70-105 AD       |
| Romanos                    | 57–58 AD        |
| Coríntios                  | 57 AD           |
| Gálatas                    | 45-55 AD        |
| Efésios                    | 65 AD           |
| Filipenses                 | 57–62 AD        |
| Colossenses                | 60 AD+          |
| Tessalonicenses            | 50 AD           |
| Timóteo                    | 60-100 AD       |
| Tito                       | 60-100 AD       |
| Filemon                    | 56 AD           |
| Hebreus                    | 60-90 AD        |
| Tiago                      | 60-200 AD       |
| Primeira Epístola de Pedro | 90-96 AD        |
| Segunda Epístola de Pedro  | 100-140 AD      |
| Epístolas de João          | 95-110 AD       |
| Judas                      | 60-100 AD       |
| Apocalipse de São João     | 81-96 AD        |

## As Escrituras Gnósticas
A Biblioteca de Nag Hammadi, uma coleção de livros encontrados em 1945, que alguns se referem como "Escrituras Gnósticas" (que incluem o Evangelho de Tomé), não foram aceitas como canônicos por Jerônimo no século IV d.C.. Elas foram escritas na língua Copta, e são geralmente datados entre os séculos III e V d.C., embora o Evangelho de Tomé tenha iniciado algum debate, e estudiosos argumentam que ele date do ano 50 d.C. (Koester, HDS) a até o fim do século II d.C. (Miers).

## Escola tradicional
Veja também Literalismo bíblico.
Na Antiguidade tardia e ao longo da Idade Média, os estudiosos judeus e cristãos liam a Tanakh e o Novo Testamento de modo crítico. A tendência era alegorizar as passagens implausíveis historicamente ou contra os fatos. Essa foi a abordagem de Filo de Alexandria, Paulo de Tarson, Orígenes, Agostinho, Ibn Ezra, Gaon Saadia, Tomás de Aquino, dentre outros. 
Com o advento da modernidade e de críticos da Bíblia, surgiu uma reação revindicando que a historicidade e uma literalidade de todo o conteúdo bíblico. Os únicos erros conhecidos eram mínimos, atribuíveis aos copistas. Hoje, tais visões são amplamente confinadas aos estudiosos judeus hassídicos, católicos conservadores e protestantes fundamentalistas, tais como Kenneth Kitchen, Gleason Archer, e Bryant G. Wood.
Muitos estudiosos que abraçam visões conservadoras acreditam que a Torá foi escrita desde metade até o fim do século XV a.C., com base em I Reis 6:1. Semelhantemente, eles dizem, o livro de Isaías por completo foi escrito pelo próprio Isaías (como afirmado em Isaías 1:1), e que o livro de Daniel foi escrito pelo oficial da côrte que viveu e trabalhou desde o tempo de Nabucodonozor até o primeiro ano de Ciro, o Grande. Quando eventos e pessoas são mencionados antes que aconteceram ou tivessem nascidos, são explicados como evidências da capacidade de Deus de contar o futuro  em sua comunicação com a humanidade. Essas visões tradicionais foram desestimuladas pelo racionalismo no século XVII (veja a Hipótese documental).
A respeito do Novo Testamento, estudiosos da escola tradicionalista como Norman Geisler, John Wenham, John Warwick Montgomery, e Edwin M. Yamauchi concordam com as datas historicamente e tradicionalmente reconhecidas para o Novo Testamento, tais como:
- Os três primeiros Evangelhos, Atos, Cartas de Paulo, Hebreus, Tiago, e Cartas de Pedro foram escritas no período entre os anos 50 e 65.
- O Evangelho de João, as Cartas de João, Judas e o Apocalipse foram escritos em torno dos anos 85 e 100.

## Leitura Posteriores
- Bruce, F.F The New Testament Documents: Are They Reliable? (6th Edition), Eerdmans, 2003.  5th edition
- Dever, William G. What Did The Biblical Writers Know & When Did They Know It?, William B. Eerdmans Publishing Co., Grand Rapids, MI, USA, 2001.
- Fox, Robin Lane The Unauthorized Version: Truth and Fiction in the Bible, NY, 1992.
- Hartman, Louis Francis, and Di Lella, Alexander A. (Ed) The Book of Daniel (Anchor Bible, Vol. 23), Anchor Bible, 1978.
- Külling, Samuel Zur Datierung der Genesis "P" Stücke PhD dissertation, 1970
- Pagels, Elaine The Gnostic Gospels, Vintage, reissued 1989.